# ساتیریکون فلینی
ساتیریکون فلینی (به ایتالیایی: Fellini Satyricon) یا به شکل خلاصه ساتیریکون (ایتالیایی: Satyricon) فیلمی فانتزی به کارگردانی فدریکو فلینی است که در سال ۱۹۶۹ منتشر شد. از بازیگران آن می‌توان به هیرام کلر، لوچا بوزه، گوردون میچل، دانیل لونا، آلن کُنی، ساندرو دُری، ماریا تدسکی، مارچلا دی فولکو و آلبرتو بونوچی اشاره کرد. این فیلم اقتباسی آزاد است از داستان ستیریکون، تنها اثر باقی‌مانده از گایوس پترونیوس آربیتر که از درباریان دوران حکومت نرون در رم بود.